# Clarke megye (Alabama)
Clarke megye az Amerikai Egyesült Államokban, azon belül Alabama államban található. Megyeszékhelye Grove Hill, legnagyobb városa Jackson. Az állam délnyugati részén található Clarke megyében sok sóüzem, hajóépítő vállalkozás és fűrészüzem volt található ami fontossá tette a polgárháború alatt a konföderáció számára. A neves mesemondó, Kathryn Tucker Windham gyermekkorát Thomasville-ben töltötte. A megyét választott öttagú bizottság irányítja.
Lakosainak száma 23 087 fő (2020. április 1.). Clarke megye Choctaw, Marengo, Wilcox, Monroe, Baldwin és Washington megyékkel határos.

## Története
Clarke megyét 1812. december 10-én alapították Washington megyétől elvett területekből. A megyét John Clarke -ról nevezték el. A területen a telepesek megérkezése előtt mind a Creekek, mind a Choctawok megtalálhatóak voltak, az Alabama és a Tombigbee folyó k vízválasztója képezte a határvonalat a két törzs között. A kezdeti években a területre érkező telepesek az Alabama és Tombigbee folyó mentén alapították meg kisebb településeiket, és a Szövetségi út megnyitása után még több telepes érkezett a területre. Az 1813-14-es Creek-háború során több erődöt építettek Clarke megyében 1813 szeptemberében Fort Sinquefield et egy erődített telepes tábort megtámadott egy creek harcosokból álló csapat több telepes meghalt vagy megsérült. Két hónappal később, egy újabb összecsapás volt a megye területén novemberben Samuel Dale milícia tiszt 30 emberével összecsapott az Alabama folyón  egy Creek harcosokból álló csapattal, ez a csata a „Canoe Fight” néven vált ismertté. A Creekek  végül 1814-ben a Fort Jackson-i Szerződés értelmében kénytelenek voltak átengedni a  földjeiket a megyében, a Choctawok pedig 1830-ban a Dancing Rabbit Creek-i Szerződésben lemondtak földjeikről. A polgárháború alatt a megyéből 10 századnyi ember, összesen körülbelül 1100 fő csatlakozott a Konföderációhoz. két sóbánya biztosította a szükséges sót a konföderációs sereg számára valamint hajóépítő létesítmények és egy gőzüzemű fűrésztelep Oven Bluffban, fegyverekkel és építőanyagokkal látták el a Konföderációt. Ahogy a mezőgazdaság a polgárháború után zuhant, az erdőgazdaság a Mobile és a Birmingham közötti vasút megépítésével fellendült, és a megye vezető iparágává vált.

## Népesség
A 2020-as népszámlálási becslések szerint Clarke megye lakossága 23 087 fő volt a következő eloszlás szerint.
| Rassz            | lélekszám | százalék | rangsor az állam 67 megyéje közül |
| ---------------- | --------- | -------- | --------------------------------- |
| Teljes           | 23087 fő  | 0,45     | 43                                |
| Fehér            | 11970 fő  | 51,8     | 51                                |
| Afroamerikai     | 10223 fő  | 44,3     | 13                                |
| Több rasszú      | 485 fő    | 2,1      | 57                                |
| Spanyol          | 206 fő    | 0,9      | 64                                |
| Őslakos és egyéb | 112 fő    | 0,5      | 47                                |
| Ázsiai           | 91 fő     | 0,4      | 38                                |

A megyeszékhelynek, Grove Hillnek 2011 lakosa volt.
 További jelentős települések a megyében Jackson, Thomasville, Coffeville és Fulton. 
A háztartások medián jövedelme Clarke megyében 37 345 dollár volt, szemben az állam egészére vonatkozó 52 035 dollárral, az egy főre jutó jövedelem pedig 24 574 dollár volt, szemben az állam egészének 28 934 dollárjával.
A megye népességének változása:
| Lakosok száma | 25 786 | 25 615 | 25 220 | 25 207 | 24 675 | 23 087 |
|               | 2010   | 2011   | 2012   | 2013   | 2015   | 2020   |

## Gazdaság
Az első 50 év során Clarke megye nagyrészét nádas borította, ami szinte lehetetlenné tette a nagyüzemi ültetvényes mezőgazdaságot. Ennek ellenére a megye gazdái – akárcsak az egész Alabamában élők – a gyapotot, valamint némi kukoricát és búzát tudtak termeszteni. Az 1850-es évekre a nádasok felszámolásával a megye lakossága csaknem 55 százalékkal nőtt. A polgárháború után, a gyapot ára és értéke csökkeni kezdet a Clarke megyei gazdák ezért megprobáltak más terményeket is termeszteni. A századfordulón a zsizsik tönkretette a gyapottermesztést, és a gazdák zabot, búzát, kukoricát, földimogyorót, pekándiót, borsót és burgonyát kezdtek termeszteni, valamint állatokat tenyésztettek, selyemhernyót és méheket kezdtek el tenyészteni. Sokan áttértek a jövedelmezőbb faiparra is. A nagy gazdasági világválság idején az erdőgazdaság a mezőgazdasággal együtt gyakorlatilag tönkrement. A Works Project Administration keretében a szegény gazdálkodók beiratkoztak a Works Project Administration Vidéki Rehabilitációs Programba. 1934-re Clarke megyében több nincstelen gazdálkodó vett részt a programban, mint az állam bármely más megyéjében. A második világháború után az erdőgazdálkodás új lendületet kapott. A papírgyárak létesültek, és 2001-től négy nagyobb üzem – a Boise Cascade, az Alabama River Pulp, a Weyerhaeuser és a Georgia Pacific – volt Clarke megyében. A nagy malmok mellett öt nagyobb fűrésztelep, egy rétegelt lemezgyár, egy furnérgyár és több textilgyár működik a megye területén.

## Foglalkoztatás
A 2020-as népszámlálási becslések szerint Clarke megyében a munkaerő a következő ipari kategóriák között oszlik meg:
- Oktatási szolgáltatások, valamint egészségügyi és szociális segélyezés (21,5 százalék)
- feldolgozóipar (20,6 százalék)
- kiskereskedelem (12,1 százalék)
- építőipar (9,4 százalék)
- szállítás és raktározás és közüzemi szolgáltatások (6,0 százalék)
- Egyéb szolgáltatások, kivéve a közigazgatást (5,2 százalék)
- Pénzügy és biztosítás, valamint ingatlan ingatlan, bérbeadás és lízing (5,1 százalék)
- Mezőgazdaság, erdészet, halászat és vadászat, valamint nyersanyag-kitermelés (5,0 százalék)
- Művészet, szórakoztatás, rekreáció, valamint szállás- és élelmezési szolgáltatások (5,0 százalék)
- Szakmai, tudományos, menedzsment, adminisztratív és hulladékgazdálkodási szolgáltatások (4,3 százalék)
- Közigazgatás (3,5 százalék)
- Nagykereskedelem (1,5 százalék)
- Informatika (0,6 százalék)

## Oktatás
A Clarke megyében kilenc iskola és két magániskola található. Ezenkívül  Thomasville ben két iskola található. A Coastal Alabama Community College egyetemeket tart fenn Thomassville-ben és Jacksonban is.

## Földrajz
A 3244 négyzetkilométer területű Clarke megye az állam délnyugati részén fekszik, az állam East Gulf Coastal Plain területén. A Tombigbee folyó a megye nyugati szélén folyik, az Alabama folyó pedig a keleti szélén. Mielőtt a kettő találkozik, és Clarke megye déli részén a Mobile Rivert alkotva. A folyók számos mellékfolyója, köztük a Jackson, a Tattilaba, a Bashi és a Bassett Creeks folyik a megye területén. Az észak-déli irányú US 43 autópálya és a kelet-nyugati irányú US 84 autópálya Clarke megye fő útvonalai. A Grove Hill Municipal Repülőtér és a Jackson Municipal Repülőtér a megye nyilvános repülőterei.

## Események és érdekes helyek
Mivel Clarke megye még beépítetlen, számos lehetőséget kínál a szabadtéri kikapcsolódásra, beleértve a kempingezést, a horgászatot és a vadon élő állatok megtekintését. A Tombigbee folyó és az Alabama folyó hét hajókikötőt, és horgászatot és vízi sportokat kínál. Jackson városának közelében található a Fred T. Simpson Wildlife Sanctuary, egy 5500 hektáros, vadászoktól elzárt élőhely, amely hiúz, prérifarkas, róka, szarvas, nyúl, galamb és fürj otthona. A Clarke Megyei Történeti Múzeum, amely az 1854 körüli Alston-Cobb-házban található Grove Hillben, számos műtárgyat és történelmi tárgyat mutat be, köztük őskori bálnakövületeket.

 A Kathryn Windham Tucker Múzeum és Könyvtár az Alabama Southern Community College-ban található Thomasville-ben. Minden novemberben a Clarke Megyei Múzeumban megtartják a Pioneer Day nevezetű eseményt, hogy megünnepeljék a korai telepesek szokásait.